# Schafhof (Küps)
Schafhof ist ein Gemeindeteil des Marktes Küps im Landkreis Kronach (Oberfranken, Bayern).

## Geographie
Die Einöde liegt am Zapfenbach, einem linken Zufluss des Krebsbaches. Ein Anliegerweg führt nach Johannisthal (0,2 km südöstlich).

## Geschichte
Gegen Ende des 18. Jahrhunderts wurde Schafhof zum Lindenhof gerechnet. Das Hochgericht übte das Rittergut Schmölz-Theisenort im begrenzten Umfang aus. Es hatte ggf. an das bambergische Centamt Burgkunstadt-Marktgraitz auszuliefern. Das Rittergut Schmölz-Theisenort war zugleich Grundherr des Anwesens.
Mit dem Gemeindeedikt wurde Schafhof dem 1808 gebildeten Steuerdistrikt Theisenort und der 1818 gebildeten Ruralgemeinde Theisenort zugewiesen. Am 1. Mai 1978 wurde Schafhof im Zuge der Gebietsreform in Bayern in die Gemeinde Küps eingegliedert.

### Einwohnerentwicklung
| Jahr      | 001854 | 001861 | 001871 | 001885 | 001900 | 001925 | 001950 | 001961 | 001970 | 001987 |
| Einwohner |        | 6      | 5      | 17     | 11     | 5      | 15     | 22     | 7      | 5      |
| Häuser    | 1      |        |        | 2      | 2      | 1      | 1      | 4      |        | 1      |
| Quelle    | [ 5 ]  | [ 7 ]  | [ 8 ]  | [ 9 ]  | [ 10 ] | [ 11 ] | [ 12 ] | [ 13 ] | [ 14 ] | [ 1 ]  |

## Religion
Die Protestanten sind bis heute nach St. Laurentius (Schmölz) gepfarrt und die Katholiken nach Heiligste Dreifaltigkeit (Theisenort).